# Happy Gilmore
Happy Gilmore (holadani en España) es una película estadounidense de comedia, dirigida por Dennis Dugan y estrenada en 1996.

## Argumento
Happy Gilmore aspira a ser jugador de hockey sobre hielo , pero a pesar de un potente slapshot aprendido de su difunto padre, su mal carácter y su falta de coordinación al patinar limitan sus perspectivas profesionales. Un día, Happy se entera de que su abuela, quien lo crio tras la muerte de su padre, le debe al Servicio de Impuestos Internos (IRS) 270.000 dólares en impuestos atrasados.
Tiene 90 días para saldar la deuda o enfrentará la ejecución hipotecaria de su casa. Happy la envía a una residencia de ancianos hasta que encuentre la manera de saldar la deuda. Sin embargo, sin que Happy lo sepa, los residentes sufren malos tratos y son obligados a trabajar en una fábrica clandestina .
Mientras reta a un par de mudanzas a recuperar los viejos palos de golf de su difunto abuelo , Happy descubre que su peculiar swing de slapshot puede impulsar la bola a 400 yardas. Empieza a presionar a golfistas en un campo de prácticas , donde conoce a Chubbs Peterson, una ex estrella del golf profesional que perdió una mano en el ataque de un caimán .
Chubbs anima a Happy a participar en el Abierto de Waterbury , cuyo ganador obtendrá una plaza automática en el PGA Tour , además de una considerable recompensa en efectivo. Desesperado por recuperar la casa de su abuela, Happy acepta y gana el Abierto. Al enterarse de que necesita su propio caddie para el tour, Happy contrata apresuradamente a un hombre sin hogar llamado Otto.
Happy se convierte rápidamente en un favorito de la afición gracias a sus drives inusualmente largos y sus travesuras poco convencionales. Aunque su drive llega lejos, Happy tiene dificultades para el putting , y sus crisis de groserías en el campo y su falta de etiqueta golfística pronto provocan la ira de los directivos del circuito. Gracias a la mejora de los índices de audiencia televisiva, con un espectro más amplio de espectadores, una mayor asistencia y nuevas ofertas de patrocinio, la jefa de relaciones públicas del circuito, Virginia Venit, interviene en favor de Happy, prometiendo ayudarlo a controlar su ira. Con su apoyo, Happy mejora su precisión y comportamiento, y ambos se involucran sentimentalmente.
El arrogante y supuesto favorito del tour, Shooter McGavin, considera a Happy una amenaza, así que contrata a un provocador llamado Donald Floyd para que se burle de él en un torneo pro-am . Donald distrae a Happy llamándolo "imbécil" repetidamente, lo que dificulta su juego. Una posterior pelea a puñetazos con su famoso compañero Bob Barker , quien critica los frecuentes fallos de Happy, le acarrea una multa de 25.000 dólares y una suspensión de un mes.
Virginia le consigue a Happy un lucrativo contrato de patrocinio con Subway para compensar la pérdida de ingresos, lo que le proporciona el dinero necesario para recuperar la casa de la abuela. Sin embargo, durante la subasta, Shooter, con rencor, supera la oferta de Happy para intentar obligarlo a abandonar el Tour. Virginia anima a Happy a no renunciar y hace un trato con Shooter: si Happy gana el Tour Championship , Shooter devolverá la casa; pero si Shooter gana, se la quedará y Happy dejará el golf.
Sabiendo que debe mejorar su juego corto para derrotar a Shooter, Happy busca a Chubbs, quien lo ayuda a mejorar su putt practicando en un minigolf y le regala un putter personalizado con forma de palo de hockey. Como agradecimiento, Happy le entrega a Chubbs la cabeza del caimán que le arrancó la mano, sobresaltándolo y causándole la muerte al caer por una ventana cercana.
Happy se empareja con Shooter para el Campeonato del Tour. Shooter toma la delantera al principio, pero el juego regular de Happy lo pone por delante a falta de una ronda. Desesperado por ganar por fin una chaqueta del Campeonato, Shooter contrata de nuevo a Donald, quien entra en el campo con un coche y atropella a Happy, lo que perjudica su capacidad para los drives largos y su concentración. Shooter toma la delantera, pero Happy, animado por la abuela, remonta para empatar.
En el último hoyo, el golpe de salida de Shooter impacta entre la multitud. A pesar de tener que jugar la bola a los pies del imponente exjefe de Happy, el Sr. Larson, logra salvar el par con un putt largo. Una torre de televisión dañada por el coche de Donald cae sobre el green y bloquea la línea de Happy hacia el putt ganador. Shooter insiste en que Happy juegue la bola "tal como está" y, gracias a la intervención divina de Chubbs, Happy gana usando la torre como una máquina de Rube Goldberg para embocar su putt.
Frustrado, Shooter intenta robar la chaqueta dorada de Happy y es perseguido y golpeado por una multitud de fans, liderada por Larson. Al regresar a casa de su abuela, Happy celebra su victoria con ella, Virginia y Otto.

## Reparto
- Adam Sandler como Happy Gilmore.
- Christopher McDonald como Shooter McGavin.
- Julie Bowen como Virginia Venit.
- Frances Bay como abuela Gilmore.
- Carl Weathers como Chubbs Peterson. Debut del actor en un papel de comedia
- Allen Covert como Otto.
- Kevin Nealon como Gary Potter.
- Richard Kiel como Mr. Larson
- Dennis Dugan como Doug Thompson.
- Joe Flaherty como Donald.
- Will Sasso como agente de mudanzas.
- Lee Trevino como Él mismo.
- Bob Barker como Él mismo.
- Verne Lundquist como Él mismo.
- Mark Lye como Él mismo.
- Ben Stiller como Hal L. (sin acreditar)